# Haroldius brendelli
Haroldius brendelli är en skalbaggsart som beskrevs av Jan Krikken och Huijbregts 2009. Haroldius brendelli ingår i släktet Haroldius och familjen bladhorningar. Inga underarter finns listade i Catalogue of Life.